# Psychologue
Un ou une psychologue, au sens professionnel, est une personne diplômée en psychologie, discipline qui regroupe de nombreux courants théoriques et pratiques autour de l'analyse des faits psychiques individuels et de groupe et de leur traitement évolutif et réorganisateur, par des méthodes et démarches diverses. Le psychologue, qui est donc spécialisé dans un courant scientifique spécifique, est un professionnel du fonctionnement psychique dans ses aspects subjectifs, affectifs et cognitifs et de leurs psychopathologies, ainsi que du comportement humain, de la personnalité et des relations interpersonnelles.
Il intervient de façon transversale selon son libre choix des divers courants et références théoriques qui orientent sa pratique, dans tous les domaines de la société (éducation, santé, médico-social, justice, travail, sport, etc.) avec pour objectif de préserver, évaluer, maintenir ou améliorer le bien-être, l'état psychique plus spécifiquement subjectif, affectif ou cognitif ou encore la qualité de vie de l'individu et sa santé psychique, développer son autonomie mentale, ses capacités ou favoriser son intégration sociale. Par conséquent, selon sa spécialisation (psychologie clinique, psychologie cognitive, psychologie du développement, psychologie du travail, orientation professionnelle, etc.), le psychologue utilise des méthodes d'analyse et d'intervention spécifiques basées sur des approches relationnelles et théoriques variées.

## Réglementation et cadre légal de la profession

### En France
En France, le titre de psychologue est protégé et reconnu par l’État depuis 1985. Pour faire usage du titre, le psychologue a fait des études de psychologie permettant l'obtention d'une licence et d'un DESS de psychologie ou plus récemment d'un Master 1 et 2 en psychologie de l'université accompagnées de la réalisation d'un mémoire professionnel et de recherche et de stages annuels professionnalisants. Actuellement[Quand ?] la plupart des organisations professionnelles de psychologues en France pensent qu'il serait nécessaire de porter la formation requise pour l'obtention du titre de psychologue au doctorat professionnel en psychologie. Un premier pas vers cette exigence de formation au plus haut niveau vient de[Quand ?]  se faire dans l'éducation nationale. En effet, désormais, il est exigé de tous les psychologues du nouveau corps des psychologues de l'éducation nationale qu'ils aient une formation supplémentaire d'un an après le Master 2 en psychologie, soit bac plus 6. L'École de psychologues praticiens, basée à Paris et à Lyon, permet également d'accéder au titre protégé de psychologue (en vertu du décret no 90-255 du 22 mars 1990 fixant la liste des diplômes permettant de faire usage professionnel du titre de psychologue)
Les psychologues sont par ailleurs tenus de faire enregistrer leurs diplômes auprès de l'agence régionale de santé (ARS) de leur secteur d'exercice (activité salariée, libérale ou mixte). Cette dernière établit et porte à la connaissance du public une liste actualisée des professionnels médicaux, paramédicaux ou exerçant, comme c'est le cas des psychologues, une activité relative à la santé. À ce titre, les psychologues ne sont pas des auxiliaires médicaux soumis à la prescription médicale. Ils assument la responsabilité professionnelle autonome en matière de diagnostic et de traitement psychologiques. C'est pourquoi ils n'exercent pas une profession paramédicale incluse dans la liste des professions de santé figurant au Code de la santé. Les psychologues en activité sont néanmoins répertoriés par l'ARS qui leur attribue un numéro de référence (listes ADELI).
Le Code de déontologie des psychologues est une référence incontournable pour l'exercice de la profession de psychologue en France. Le Code de déontologie affirme que « ces règles protègent le public des mésusages de la psychologie et de l'utilisation de méthodes et techniques se réclamant abusivement de la psychologie. » Par ailleurs, le Code de déontologie des psychologues n'est pas réglementé et n'a aucune valeur juridique. La mise en place d'une instance représentative qui serait chargée de légaliser ce Code ouvre une réflexion sur la possibilité d'habiliter ou non un organisme professionnel tel qu'un Haut conseil des psychologues. Ce projet a pour vocation d'être force de propositions, de protéger la profession de psychologue, tout en préservant le public d'exercice illégal de la psychologie.

### Au Canada
Au Canada, le psychologue est un professionnel de la santé titulaire d'un doctorat en psychologie (D.Psy. ou Ph.D. Clinique) et membre d'un ordre ou collège professionnel (ex.: Ordre des psychologues du Québec).
Pour entreprendre des études afin de devenir psychologue au Québec, il faut être titulaire d'un DEC en sciences de la nature et détenir une cote de rendement minimale de 25.
ou être titulaire d'un diplôme d'études collégiales (DEC) ou l'équivalent et avoir réussi les cours suivants ou leur équivalent : MAT360-300 et MAT201-300 (1) et un cours parmi les suivants : BIO101-301 (objectifs de formation 01Y5 ou 022V ou leur équivalent) ou 401 ou 911 ou 921. Le futur psychologue doit compléter un BAC et un Doctorat en psychologie (la Maîtrise de parcours pouvant ou non être délivrée) et réussir un cours portant sur la déontologie équivalent à un cours d'une durée d'au moins 45 heures offert par l'Ordre ou à un cours universitaire reconnu par l’Ordre, conformément aux dispositions du Règlement sur la condition et les modalités de délivrance des permis de l'Ordre professionnel des psychologues du Québec. Après tout ce parcours scolaire, le futur psychologue est prêt à s'exercer soit dans des secteurs publics ou à son propre compte.

### En Belgique
En Belgique, le titre de psychologue est protégé par la loi du 8 novembre 1993 : le titre y peut être porté seulement par les personnes inscrites sur la liste de la Commission des Psychologues, une instance publique au niveau fédéral.
La Commission des Psychologues vérifie si des études universitaires en psychologie d’une durée de cinq ans ont été validées. Dans certains cas bien particuliers, la Commission des Psychologues peut reconnaître des personnes ayant une formation universitaire de quatre ans (diplômes étrangers ou obtenus avant la publication de la loi) ou une formation en haute école complétée d’une pratique professionnelles jugée suffisante (mesure de transition maintenant obsolète).

## Activités
Selon leur lieu d'activités, les psychologues peuvent se spécialiser dans l'un ou l'autre de ces secteurs, toucher un public très diversifié (enfants, adolescents, adultes, personnes âgées, couples, entreprises, chômeurs, etc.), travailler en entretiens individuels ou dans des groupes. Ils peuvent exercer soit de manière indépendante, dans leur propre cabinet, soit de manière salariale, au sein d'institutions, d'associations, d'entreprises, d'administrations, etc. Ils collaborent souvent avec d'autres professionnels de l'action sociale (assistants sociaux, éducateurs sociaux, orthophonistes, psychomotriciens, psychiatres, etc.).
Les compétences professionnelles sont diverses :
- Conception et élaboration d'interventions psychologiques et thérapeutiques à visée préventive et curative auprès des patients et de leurs familles (soutien et suivi psychologique par ex.)
- Éclairage sur le fonctionnement psychique d'un patient (notamment analyse clinique, supervision)
- Intervention auprès d'équipes pluridisciplinaires internes ou externes au lieu d'intervention (formation, analyse de la pratique, analyse institutionnelle, régulation d'équipe, etc.)
- Pratiques d'entretiens individuels ou collectifs (groupes de parole par exemple)
- Psychothérapies individuelles et de groupe (psychodrame par exemple)
- Réalisation d'études et recherche en psychologie en lien avec les activités cliniques, l'enseignement, la formation personnelle et les expertises
- Recueil et analyse des besoins et des demandes d'interventions
- Évaluation de la personnalité ou encore de la cognition des individus dans des cadres diagnostics ou pronostics
- Travail d'évaluation par le biais de groupes de réflexion et de supervision théorico-clinique entre professionnel ou par toutes autres méthodes spécifiques

### Psychothérapie
- En milieu institutionnel ou privé, prendre psychologiquement en charge, par une mise au travail et évolutive de leur psychisme, des personnes demandeuses présentant des difficultés d'ordre psychique (troubles du comportement, trouble de la personnalité, souffrance psychique)
- Participer à la prévention et au dépistage des éventuels retards de développement ou troubles mentaux
- Pour les personnes en difficultés personnelles et/ou professionnelles : écoute et soutien psychologiques, psychothérapie, accompagnement au changement, coaching

### Conseil, accompagnement, animation, transmission
- Guider les adolescents et les adultes dans le choix d'une profession ou d'une formation professionnelle (orientation scolaire et professionnelle).
- Dans de grandes entreprises, des administrations, participer au recrutement, à la formation professionnelle, à l'organisation du travail, à la gestion des ressources humaines, à l'adaptation au changement et à la prévention des risques psychosociaux  (psychologie du travail).
- Mettre en place et réaliser des mesures de soutien psychologique lors de difficultés scolaires ou d'intégration (psychologues de l'éducation nationale).
- Conseiller et soutenir les parents, les enseignants, les services sociaux, etc. dans le cadre d'entretiens individuels ou de groupe, et parfois les réorienter vers un autre professionnel (médecin, psychiatre, assistant social, psychothérapeute).
- Mettre en place des actions à visée formative dans son champ de compétences, auprès de publics variés (spécialistes des ressources humaines, formateurs, managers, dirigeants, etc.).
- Animer des conférences auprès de spécialistes sur des thématiques spécifiques ou bien auprès du grand public pour démocratiser les connaissances en psychologie.
- Transmettre des savoirs concernant leur champ disciplinaire, à travers de la communication écrite (livres, tribunes, articles, etc.) ou orale (podcasts, interviews filmées, vidéos pédagogiques, etc.).

### Évaluation psychologique
- Évaluer le fonctionnement de la personne et proposer une réflexion sur un diagnostic psychologique au moyen d'entretiens, d'une batterie de tests, etc. Au Canada, les psychologues ont l'autorisation légale de poser un diagnostic. En France, un diagnostic d'ordre médical ne peut être posé que par un médecin. Mais, la psychologie n'étant pas une discipline médicale d'une part et donc le psychologue n'étant pas un auxiliaire para-médical intervenant sur prescription et subordination médicale d'autre part, celui-ci a dès lors la libre responsabilité des analyses et évaluations en matière de diagnostic psychologique qui fondent et indiquent ses interventions professionnelles psychologiques spécifiques, y compris psychothérapiques ou d'écoute clinique à effet de soin.
- Proposer et/ou assurer une prise en charge selon une approche théorique spécifique (variable selon les psychologues) : orientation psychanalytique, systémique, comportementale, centrée sur la personne, etc.

### Recherche
Le psychologue peut réaliser des travaux de recherche dans tous les domaines de la psychologie, à l'université ou dans des services de recherche appliquée. Suivant une démarche scientifique, il élabore alors des hypothèses, construit une enquête ou une expérimentation, dépouille les données et fait la synthèse des résultats.

### Formation, information, recherche (F.I.R)
En France, le psychologue intervenant en milieu hospitalier bénéficie d'un statut spécifique prévoyant la subdivision en tiers de ses activités. Si deux tiers de son temps de travail sont consacrés à son activité principale (soin, prévention, évaluation…), la rapidité d'évolution de la recherche, les constantes et nécessaires mises à jour de connaissances, et la formation particulière des futurs psychologues, ont entraîné la mise en place d'un tiers-temps consacré aux activités F.I.R. (Formation, information, recherche). Ainsi, le psychologue actif doit théoriquement consacrer un tiers de son temps de travail à l'une de ces trois activités, bien qu'en pratique, le temps F.I.R. ait tendance à se révéler souvent inexistant.

## Organisations professionnelles
En France, quelques associations nationales de psychologues se sont regroupées depuis 2003 dans la Fédération française des psychologues et de Psychologie (FFPP) sans toutefois réussir à fédérer les grandes organisations existantes, tel le Syndicat national des psychologues (SNP).
Il existe également une certification européenne en psychologie : la certification Europsy qui regroupe 36 états. Cette certification atteste que le psychologue qui en est titulaire satisfait à un certain nombre de critères de formation initiale et continue élevés et supérieurs aux critères initiaux nécessaires à la pratique de cette profession dans chacun de ces états. L'objectif est ainsi de tendre vers une harmonisation par le haut de la profession de psychologue en Europe. Il existe une certification de premier niveau Europsy, puis deux autres certifications supérieures nécessitant davantage de formation : la certification de psychologue spécialisé en psychothérapie et la certification de psychologue spécialisé en psychologie du travail et des organisations. Les spécialités Europsy ne sont pas décernées en France. La certification Europsy est la certification en psychologie nécessitant le plus haut niveau de formation initiale et continue en Europe.
Au Canada, l'encadrement de la profession de psychologue est assurée par un Ordre professionnel dans chaque province. Afin de pouvoir légalement utiliser le titre de psychologue et pratiquer les actes qui lui sont réservés, dont la psychothérapie, il est impératif d'une part d'être titulaire d'un doctorat en psychologie et d'être membre de l'ordre des psychologues de sa province. Afin de maintenir l'inscription de son nom au tableau de l'ordre, le psychologue doit également justifier d'un certain nombre d'heures de formation continue et de supervision.